# Arroyo Sujayar
Arroyo Sujayar (llamado popularmente Sujayal, Arroyo Sujayal o El Royo) es una aldea española perteneciente al municipio de Yeste, en la provincia de Albacete, dentro de la comunidad autónoma de Castilla-La Mancha.

## Geografía
Esta localidad está situada en la Sierra de los Molares entre Fuente-Higuera y Sege, a 923 m s. n. m.

## Demografía
En 2017 contaba con 50 habitantes según los datos oficiales del INE.

## Economía y turismo
- Agricultura, ganadería e industria eléctrica.
- Paisajes de ensueño, tranquilidad.
- Cicloturismo: ascenso al puerto del Borriquito.

## Historia
En 1575, la Relación de la Villa de Yeste menciona la existencia de una torre en Sujayar.